# Hôtel de ville de Gilly
L'hôtel de ville de Gilly est un bâtiment communal située dans la section de Gilly, Charleroi (Belgique). Il a été conçu dans les années 1970 par le bureau d'architectes De Brigode, Baleriaux & Associés pour l'ancienne commune de Gilly.

## Histoire

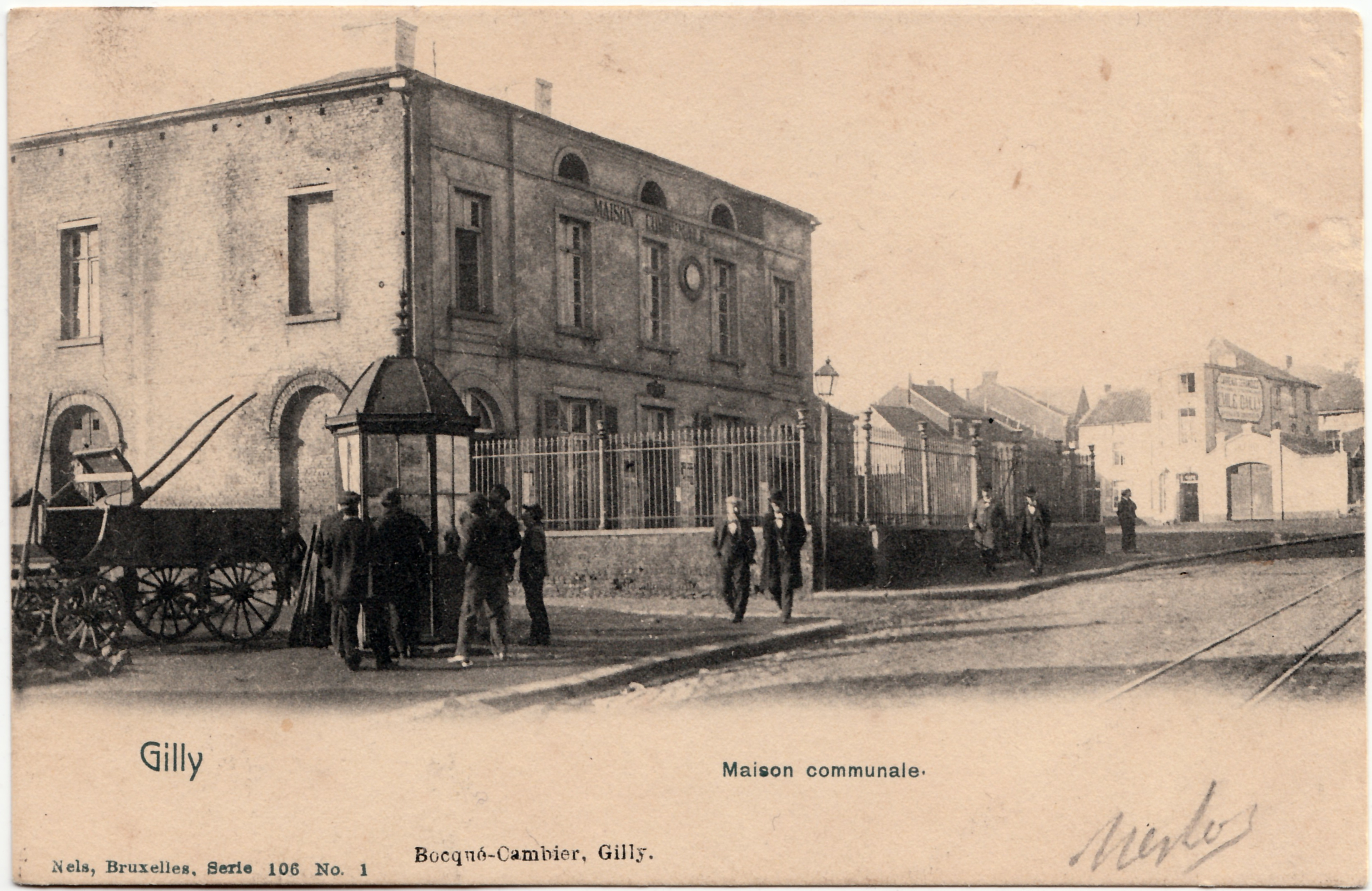
Ancienne maison communale de Gilly. Carte postale du début du XXe siècle.

L'hôtel de ville de Gilly est construit autour de la place Jules Destrée, ainsi que le centre du Temps Choisi par les architectes Gérard De Brigode et André Balériaux. Le projet remplace l'ancien hôtel de ville du 19e siècle, pour définir un nouveau cœur administratif de Gilly composé d'équipements publics ayant différentes fonctions urbaines. Le processus de construction commence à la fin de la Seconde Guerre mondiale jusqu'en 1976. En 1977 avec la fusion des communes belges, l'hôtel de Ville de Gilly devient maison communale annexe de Gilly.
En 2016, des travaux d'isolation et de rénovation de la façade arrière ont été entrepris car le bâtiment était dans un état délabré,.
Avec l'ambition de rénover la place Destrée, la maison communale annexe et les autres équipements publics, a été inscrite au concours international d'idée Europan 13 : La ville adaptable. En 2017, parmi les 4 cabinets d'architectes sélectionnés est considérée la proposition faite par le cabinet bruxelloise Centrale,.

## Architecture
La maison communale annexe est située en retrait de la chaussée de Lodelinsart, définissant avec sa façade principale la toile de fond de la place Jules Destrée. Le bâtiment comporte trois niveaux au-dessus du sol et un sous-sol et se caractérise par quatre façades différentes. La matérialité de la façade principale se distingue par son revêtement en pierre blanche lisse et un soubassement en pierre bleue brute, qui se prolongent sur les côtés. Le design de la façade est composé de baies vitrées asymétriques qui révèlent la double hauteur des espaces intérieurs. L'entrée principale mène à l'escalier principal qui est mis en valeur par une fresque en vitraux coloré et des murs en briques. Le hall principal est situé au premier étage et se caractérise par un plafond qui laisse entrer la lumière naturelle par le haut.

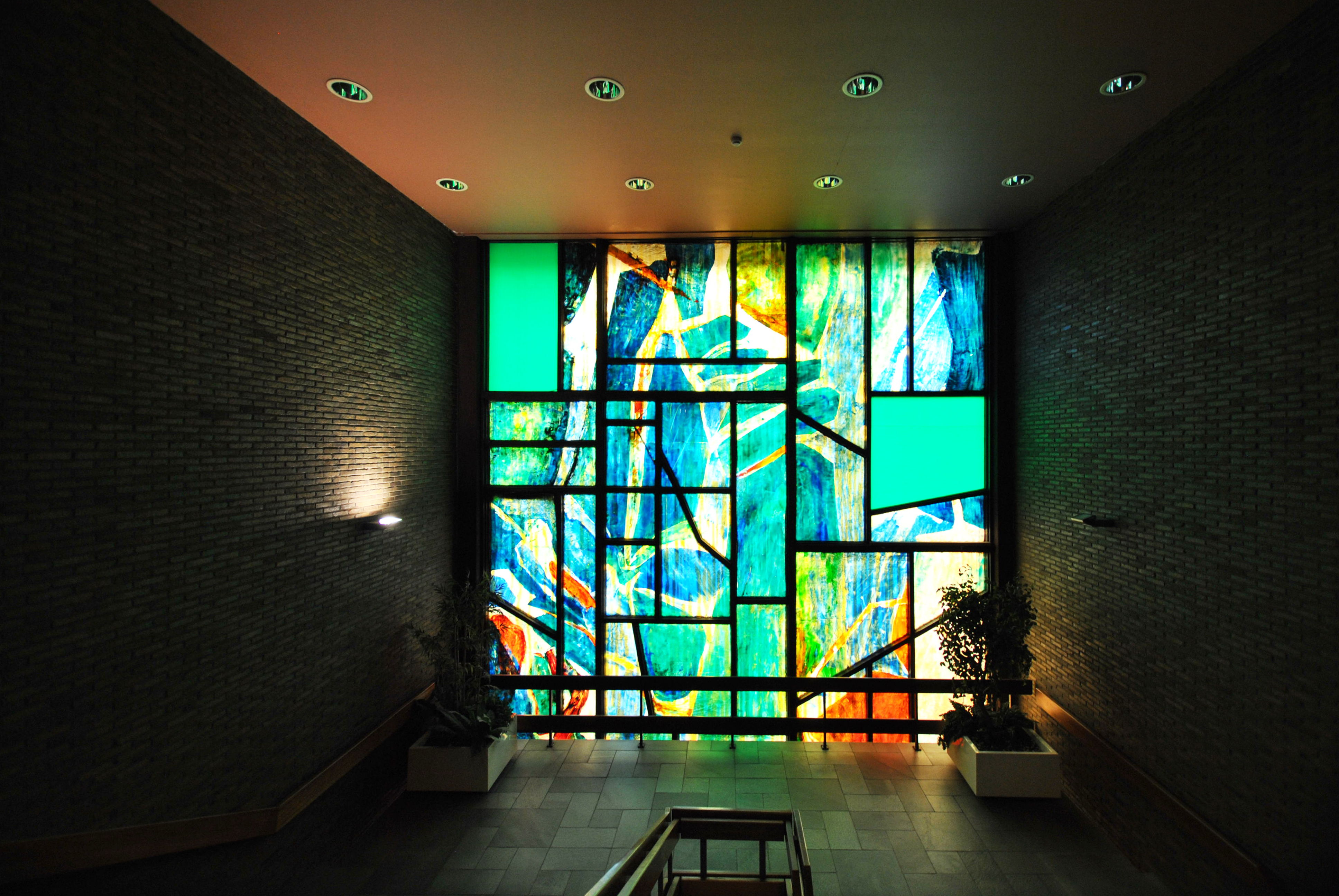
La fresque dans l'escalier d'honneur.
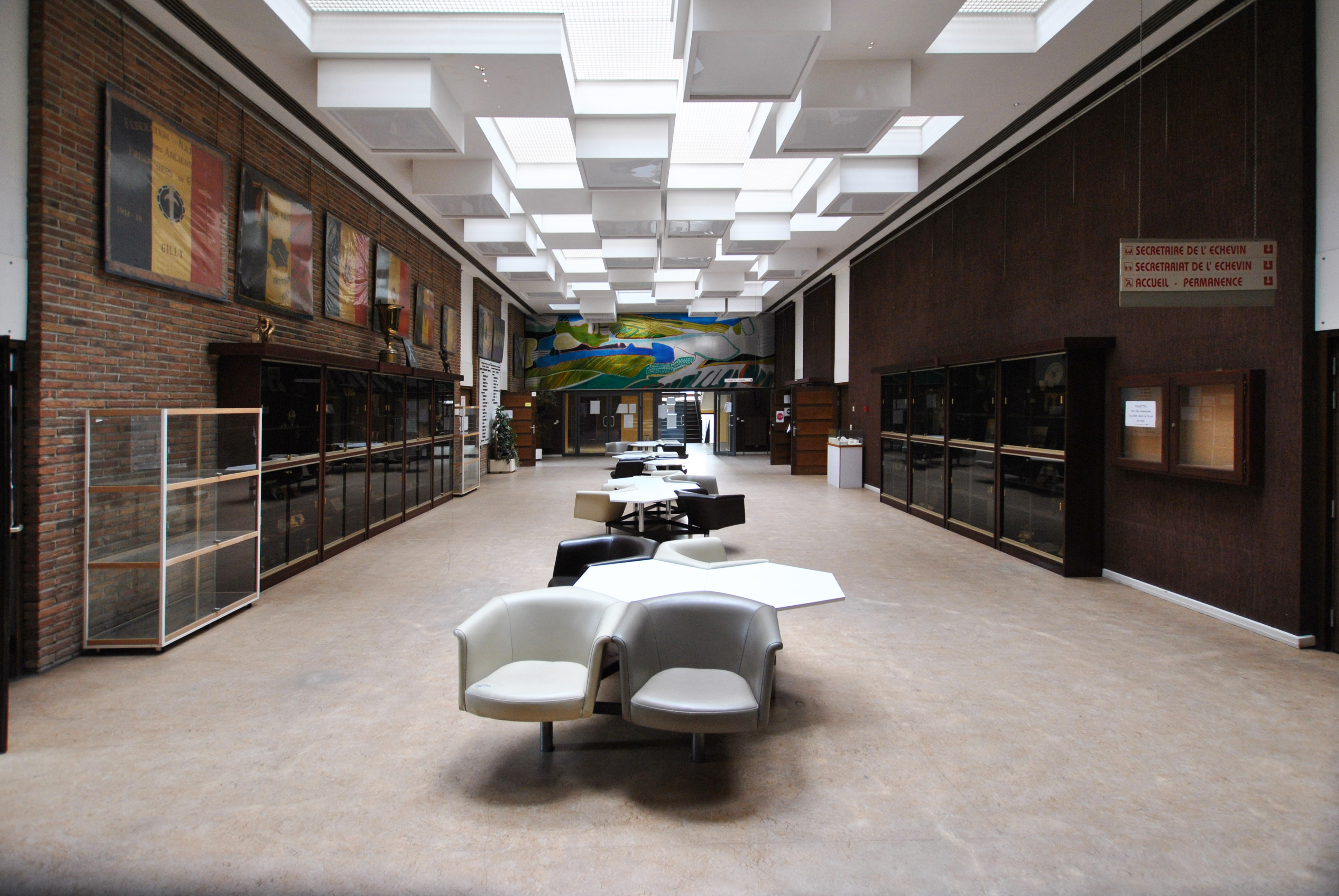
Hall au premier étage.
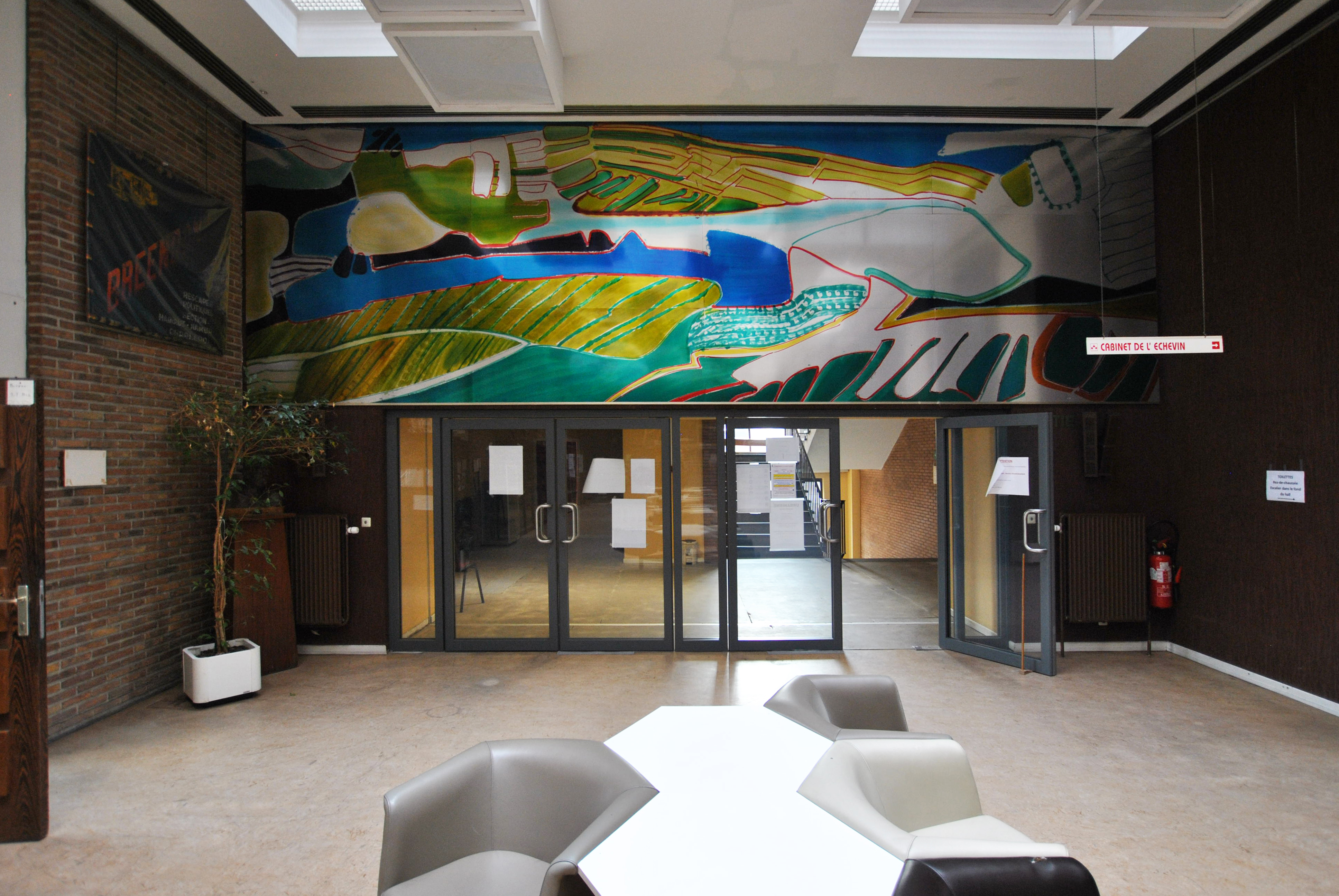
Hall au premier étage. Détail da la fresque.